# 中国共产党滇桂黔边区委员会
中国共产党滇桂黔边区委员会，简称中共滇桂黔边区委员会、滇桂黔边区，是1949年8月至1950年2月期间存在的一个中共组织，隶属中共华南分局；后根据行省规划，分别由中共云南省委、中共广西省委、中共贵州省委继承。

## 概述
1949年2月7日、3月9日，中共中央发出调整长江以南党的领导机构的指示：“香港分局即内迁湘粤赣边（实际于同年6月迁梅县）改称华南分局。钱瑛所管西南工作，将滇桂黔边工委与滇委合并，以林李明为书记，直接由香港分局领导。”1949年5月，中共华南分局派林李明到昆明，传达分局通知：中共中央指示，为了适应形势发展的需要，统一领导，统一行动，更好地配合野战军向华南进军，中共中央决定，撤销云南省工委和桂滇边工委，合并成立中共滇桂黔边区委员会。
1949年7月6日，云南省工委、桂滇边工在滇东南砚山县阿猛召开合并扩大会议预备会，历时8天。15日举行正式会议。期间，因为战争情况影响，领导机关由盘江南岸推向北岸，会议曾经间歇，之后在邱北县弥勒湾继续开会，至8月21日告结束。出席会议的有21人，列席15人。这次会议正式宣布滇桂黔边区党委成立。中共中央指定林李明为书记，周楠、吴华（郑伯克）为副书记。会议选举了11名区党委执行委员和10名候补执行委员。由林李明、周楠、郑伯克、庄田、张子斋5人组成常委会。会后，周楠调分局工作，郑敦递补为常委。确定了部门的负责人。会议决定：整党建党，将所属党组织统建为12个地委、1个市委，确定了地、市委书记人选；根据主力部队、地方游击队和民兵三结合的原则对部队进行整编；加强根据地建设，组建行政专员公署。
边区党委扩大会议以后，林李明率区党委领导机关进入路南圭山根据地，郑伯克经昆明赴滇中根据地分工负责昆明市、滇南、滇西、滇东北等地的工作，周楠经昆明到华南分局工作。各地区参加会议的人员分别回去传达贯彻边区党委的决议。到1950年初，全边区先后建立健全了15个地委和1个市委；1950年2月，野战军进驻昆明。同时，云南省委机关成立并开始办公，领导云南全省党组织，桂西、黔西南亦分别归广西省委和贵州省委领导，滇桂黔边区党委工作结束。